# 法国大教堂
法国大教堂（德語：Französischer Dom）是德国柏林的一座新教教堂，位于御林广场（Gendarmenmarkt），德国大教堂（Deutscher Dom）的对面。这座教堂虽然名为“Dom”，但其实并非主教座堂，因为从未有主教驻扎于此。

## 歷史
教堂的第一部分修建于1701年到1705年，由从法国Charenton-Saint-Maurice逃难来此的雨格诺派建造。1785年，Carl von Gontard 改建了这座教堂，并建造了穹形塔楼。法国大教堂第二次世界大战中受损严重，重建于1977年到1988年。
在教堂的穹顶有一观景平台，可以观看柏林全景。2007年，教堂关闭进行修理。这座教堂设有雨格诺派博物馆和餐厅，并有一架美丽的管风琴，Thomas Hawkes曾在此演奏。

## 外部連結
- Französischer Dom （页面存档备份，存于） - official site （德語）